# Eurasia Corporation
Bei der Eurasia Aviation Corporation handelte es sich um eine chinesische Fluggesellschaft, die als Joint-Venture zwischen der Deutschen Luft Hansa und der chinesischen Regierung gegründet wurde. Ausgangspunkt der Gründung war das Transeurasia-Projekt der DLH.

## Das Transeurasia-Projekt
Das Transeurasia-Projekt beinhaltete die Schaffung eines „Großflugweges“ nach China. Das Projekt wurde bereits 1925 vom Deutschen Aero Lloyd in Angriff genommen. Als Ergebnis der Vorstudien legte die DAL der UdSSR einen Vorschlag für den Aufbau einer transkontinentalen Linie nach China oder Japan vor. Diese Initiative wurde von der Reichsregierung und den zuständigen Ministerien aus außen-, wirtschafts- und luftpolitischen Gründen aufs Wärmste befürwortet. Für den Verkehr gab es nicht das Problem der ungenügenden Flugleistungen der vorhandenen Flugzeuge. Dafür mangelte es aber an der entsprechenden Infrastruktur. Grundsätzlich kamen drei Wege in Frage: Die Nordroute über Sibirien, die Südroute über den Nahen Osten, Indien und Indochina und die Pamir-Route über Teheran, Kabul und Xinjiang. Die Südroute schied wegen erwarteter politischer Probleme mit dem britischen Empire aus, die Pamir-Route wegen der noch nicht ausreichenden Höhenleistungen der 1926 vorhandenen Flugzeuge. So bot sich die Sibirien-Route als Anschlussstrecke an die Strecke der Deruluft (Königsberg–Moskau) an. Entsprechende Verhandlungen wurden mit Moskau eingeleitet und da die deutsch-sowjetischen Beziehungen zu diesem Zeitpunkt noch gut waren, erhielt die DLH bald die Erlaubnis für einen Probeflug. Am 23. Juli 1926 starteten in Berlin zwei Junkers G 24, die in zehn Tagesetappen 10.000 km bis nach Peking flogen. Der Flug wurde vorwiegend zur Streckenerkundung genutzt und wies nach, dass zumindest in den Sommermonaten eine Flugverbindung nach China möglich war. Als Ergebnis war zu vermerken: „Die Russische Regierung ist grundsätzlich gewillt, gemeinsam mit uns [der DLH] die Linie durchzuführen, erwartet aber im Sinne der jetzt von Russland ausgegebenen Finanzparole eine Finanzierung unsererseits für mehrere Jahre.“
1928 wurden zwei weitere Probeflüge nach Irkutsk, die sich auf die vorhandene sowjetische Bodenorganisation stützten, durchgeführt. Dazu kam ein Flug Berlin–Tokio vom 18. September bis zum 18. Oktober 1928, bei dem eine Junkers W 33 in 90 Stunden Flugzeit 14.250 km zurücklegte.
Die Weltwirtschaftskrise hatte erhebliche negative Folgen für das Transeurasia-Projekt, sodass die geplante Großflugverbindung Deutschland-China mit einer in China zu gründenden Luftverkehrsgesellschaft nicht zustande kam, obwohl ein entsprechendes Abkommen am 21. Februar 1930 in Nanjing abgeschlossen wurde. Dieser Vertrag sah eine Luftlinie zwischen Berlin und Peking mit einer Streckenführung über die UdSSR vor. Die Ablehnung der Ratifizierung des Abkommens durch den RVM führte zu einer Verärgerung der sowjetischen und chinesischen Seite, die an der Streckenführung sehr interessiert, aber auf entsprechendes Fremdkapital für den Betrieb angewiesen waren. Nur mit Mühe und mit Unterstützung des Auswärtigen Amtes, des Wirtschaftsministeriums und des Reichswehrministeriums konnte die DLH vom RVM die Zusage für eine kleine Lösung, d. h. den Aufbau einer Fluggesellschaft in China für den innerchinesischen Verkehr, erhalten. Die Verbindung nach Europa durfte auch von dritter Seite oder durch die Eisenbahn hergestellt werden. Für das Reich war diese Lösung recht preiswert: statt notwendiger Subventionen i. H. v. 2,0 Mio. RM p. a. für die große Lösung stellte das Reich für die drei Jahre 1931–1933 insgesamt 1,2 Mio. RM zur Verfügung. Diese Summe reichte aus, um alle Kosten der DLH (Vorlauf- und laufende Kosten) sowie den anteiligen Bilanzverlust abzudecken.
Die DLH hatte allerdings ihre Planungen für eine Verbindung nach China noch nicht abgeschrieben. Da ihr die Sowjetunion versperrt blieb und der Südweg über Indien aus politischen Gründen nicht genutzt werden sollte, versuchte die DLH 1936 und 1937, die Pamir-Strecke zu erkunden, um doch noch eine Verbindung zwischen Deutschland und China herstellen zu können. Der Lufthansa-Vorstand von Gablenz beteiligte sich dabei immer wieder an den Langstreckenflügen. Im August 1937 musste allerdings die von ihm verwendete Junkers Ju 52/3m in China wegen Motorstörung in Dunganistan notlanden, wobei die Besatzung von dunganisch-chinesischen Soldaten gefangen genommen wurde und erst nach längerer Gefangenschaft freikam. Damit erwies sich diese Strecke wegen des Geländes (ein 5.400 m hoher Pass musste überflogen werden), der ungeklärten Herrschaftsverhältnisse und der fehlenden meteorologischen Beratung als endgültig ungeeignet.
Somit blieb als Verbindungsweg nach China nur noch die Südroute offen. Dahingehend wurde Anfang 1938 ein Antrag auf Überflug von Indien und Burma an die britische Regierung gestellt, dem entsprochen wurde. Der DLH kam dabei zugute, dass der britische Luftverkehr eine Expansion nach Mittel- und Osteuropa plante und daher auf das Wohlwollen des Reiches angewiesen war. Ende 1938 stimmte auch die Regierung von Siam zu. Am 22. April 1939 erfolgte der Start zu einem Erkundungsflug auf der geplanten Strecke über Indien, Burma, Siam und Indochina nach Tokio, von wo aus die japanisch besetzten Gebiete in Nordchina sowie Mandschukuo angeflogen wurden. Die Verbindung zur Eurasia sollte in Hanoi stattfinden. Im August wurde ein weiterer Sonderflug Bangkok–Tokio durchgeführt, der als Vorbereitung für die reguläre Verbindung der beiden Achsenpartner dienen sollte. Die Planungen gingen dahin, ab 1940 statt der bisher verwendeten Ju 52/3m die Fw 200 einzusetzen. Dabei waren Reisezeiten von drei Tagen bis Bangkok bzw. fünf Tagen bis Tokio vorgesehen. Damit hätte die DLH die mit Abstand schnellste Verbindung nach Fernost angeboten. Allerdings machte der Krieg den Planungen ein Ende.
Für die Lufthansa erwies sich das Transeurasia-Projekt als Fehlschlag. Die ursprüngliche Intention, eine transkontinentale Strecke nach China aufzubauen, scheiterte an der verzweifelten Finanzlage des Reiches während der Weltwirtschaftskrise und später, als die Gelder zur Verfügung gestanden hätten, an den politischen Differenzen mit der Sowjetunion. Die Pamir-Strecke war verkehrstechnisch nicht zu bewältigen, die Südroute wurde erst im Sommer 1939 ausgebaut, ohne vor Kriegsbeginn die Verbindung zu China herstellen zu können.

## Unternehmensgeschichte

Streckennetz der zivilen Luftfahrt in China 1934. Strecken der Eurasia ocker.

Nachdem der große Vertrag zwischen DLH, der UdSSR und China, der eine Luftverbindung zwischen dem Reich und China mit Linienführung über die UdSSR nicht zustande gekommen war, konnte ein „kleiner“ Vertrag zwischen dem Reich und China ratifiziert werden. Daher konnte am 1. Februar 1931 die „Eurasia“ gegründet werden. An dieser beteiligte sich die DLH mit einem Drittel, die chinesische Regierung mit zwei Dritteln des Kapitals. Die deutsche Kapitaleinlage wurde vorwiegend durch Sachwerte, d. h. Flugzeuge, geleistet, von denen die ersten vier im Februar 1931 in China eintrafen. Allerdings war die DLH gezwungen, das notwendige Kapital der chinesischen Seite vorzuschießen bzw. selbst einzubringen. Die vorgestreckten 400.000 RM sollten bis 1936 vom chinesischen Verkehrsministerium zurückgezahlt werden, was sich aber später wegen Geldmangels als fast unmöglich erwies. Am 31. Mai 1931 konnte mit Flugzeugen und Personal der DLH der Betrieb auf der Strecke Shanghai–Nanjing–Peking–Manjur aufgenommen werden. Ständige Kampfhandlungen in China erschwerten den Aufbau von festen Luftverkehrslinien, da diese oft den Gegebenheiten angepasst wurden und selten von Dauer waren. Die Eurasia versuchte aber immer, die Verbindung in die Sowjetunion im Auge zu behalten, da die UdSSR ihrerseits bereits 1929 die Strecke Moskau–Irkutsk, mit einem Abzweig nach Urga in der Mongolei, erprobt hatte.
Um die praktische Möglichkeit aufzuzeigen, einen Planverkehr zwischen Berlin und Shanghai durchzuführen, wurden drei neu gekaufte Junkers W 34 auf dem Luftwege nach China überführt. Die ersten beiden Maschinen wurden im Juni 1933 auf dem Luftweg von den Flugkapitänen Polte und Lutz nach Urumtschi überführt, wobei 10.000 km innerhalb von vier Tagen mit insgesamt 50 Flugstunden zurückgelegt wurden. „Die dritte, für die Eurasia bereitgestellte W 34 wurde in nur 4-tägigem Flug von Berlin nach Shanghai auf dem Luftwege überführt. Diese vorzügliche Leistung beweist erneut die Möglichkeit, auf schnellen Postflugzeugen einen regelmäßigen Dienst Berlin–Shanghai in etwa fünf Tagen durchzuführen“. Leider konnte diese erfolgreiche Demonstration nicht entsprechend umgesetzt werden. Auf chinesischen Wunsch hin wurde die Strecke 1932 dahingehend verändert, dass die Verbindung in die Sowjetunion jetzt über Xinjiang stattfinden sollte. Bereits im Juli 1933 musste die Strecke auf Grund der in Xinjiang ausgebrochenen Unruhen wieder eingestellt werden. Damit war die Eurasia auf den innerchinesischen Luftverkehr beschränkt und konnte das ursprüngliche Ziel einer Luftverbindung über die Sowjetunion abschreiben. Betrieben wurde eine Nord-Süd-Strecke Peking-Kanton und die West-Ost-Strecke Shanghai – Lanzhou, wo die Strecke nach Norden bis Paotau abzweigte. Die Strecke nach Kanton wurde allerdings bald wegen der unzureichenden Infrastruktur eingestellt, dafür aber eine Strecke nach Süden bis Yünnanfu eingerichtet. Das Interesse der DLH richtete sich im Folgenden an den Anschluss der Eurasia an eine Luftlinie der Europäer nach Fernost. In einer ersten Planung sollte die Eurasia eine Linie nach Kalkutta oder Rangun einrichten, wo der Postaustausch mit der IAL stattfinden sollte. Die Verhandlungen scheiterten aber daran, dass die IAL Gegenseitigkeit, d. h. Einflugrechte nach China, wünschte. Die chinesische Seite gewährte dieses Recht aber keiner ausländischen Gesellschaft, um keinen Präzedenzfall gegenüber japanischen Forderungen zu schaffen. Der Anschluss an die Strecke der Air France nach Hanoi wurde ab dem 10. Juli 1936 von einer chinesischen Fluggesellschaft (South Western, Sitz: Kanton) auf der Strecke Kanton–Hanoi hergestellt. Am 5. November 1936 eröffnete die Chinese National Air Corporation (CNAC) die Strecke nach Hongkong, womit auch die Verbindung zur IAL hergestellt war. Die deutsche Luftfahrt geriet damit ins Hintertreffen.
Auf Wunsch des deutschen Botschafters in China wurde 1934 die erste Ju52/3m auf dem Luftweg nach China überführt. Das diente einerseits dazu, für die Qualität der deutschen Luftfahrtprodukte zu werben, aber auch, um gegen die CNAC bestehen zu können. Die CNAC war unter Beteiligung von Kapital der Pan American Airways gegründet worden und setzte moderne Douglas DC-2 und DC-3 ein.
Im Großen und Ganzen erwies sich der Betrieb der Eurasia als außerordentlich teures Unternehmen, da Verluste zu Lasten des Kapitals gingen und dieses bald aufgezehrt war. Bis 1936 wurde das Kapital in mehreren Schritten von drei Mio. auf neun Mio. mexikanische Dollar erhöht, wobei bis zum 30. Juni 1936 ein kumulativer Verlust von 4,4 Mio. mexikanische Dollar aufgelaufen war.
Der Beginn des offenen Krieges im Juli 1937 führte zu diversen Streckenänderungen, aber auch zu einem stark gestiegenen Transportbedarf für Funktionäre und wohlhabende Chinesen. Die Eurasia verlegte ihre Hauptverwaltung nach Kunming und gab alle Strecken nördlich von Sian auf. Daher wurden Peking und Shanghai nicht mehr angeflogen. Dafür gelang es aber, Landerechte in Hanoi (Vietnam) und Hongkong zu erlangen. Vor Kriegsbeginn verfügten die CNAC und die Eurasia zusammen über 30 Flugzeuge. Diese Zahl reduzierte sich durch Kampfhandlungen und häufige Unfälle bis Ende 1941 auf fünf. Damit erwies sich China nicht nur für die DLH, sondern auch für die Pan American Airways als Fass ohne Boden. Bei Kriegsbeginn in Europa am 1. September 1939 musste die Eurasia die Strecken nach Hongkong und Hanoi einstellen, da auf ihnen nur deutsches Personal eingesetzt war. Durch den Einsatz chinesischen Personals konnten diese Strecken aber bald wieder eröffnet werden. Der Betrieb wurde, obwohl immer wieder von kriegerischen Auseinandersetzungen betroffen, bis Ende 1941 aufrechterhalten, obwohl inzwischen die meisten Flugzeuge durch Unfälle und Kriegseinflüsse verloren gegangen waren. Insgesamt wurden 26 Flugzeuge, vorwiegend Junkers F 13, W 33, W 34 und Ju 52/3m eingesetzt. Von diesen gingen elf durch Bruch verloren, zehn wurden durch kriegerische Ereignisse zerstört. Im Gegensatz zur CNAC hatte die Eurasia aber bei den Verlusten durch Kriegseinwirkungen nur Verletzte zu beklagen.
Anfang Juli 1941 brach die Regierung Chiang Kai-shek die diplomatischen Beziehungen zum Deutschen Reich ab, nachdem das Reich die unter japanischer Aufsicht stehende Reformregierung in Nanjing anerkannt hatte. Als Folge forderte die chinesische Regierung das sofortige Ausscheiden des deutschen Personals aus der Eurasia sowie die Abreise nach Indochina. Ab 1. August 1941 lag die Geschäftsführung der Eurasia ausschließlich in chinesischen Händen. Der Anteil der DLH an der Gesellschaft blieb allerdings bestehen, die Interessen der DLH wurden von der chinesischen Seite mit übernommen. Das deutsche Personal musste bis zum 15. September 1941 das Land verlassen. Gleichzeitig wurden die Zahlungen der Schulden der chinesischen Regierung an die DLH eingestellt und die DLH auf eine Lösung nach dem Krieg verwiesen.
Eine glaubwürdige Rolle konnte das Reich in China durch die Kriegsführung des Verbündeten Japan nicht mehr spielen. Daher war die Ausweisung der Eurasia-Mitarbeiter eine logische Folge der Politik des Reiches in Fernost, deren Folgen die DLH zu tragen hatte. Allerdings war der deutsche Einfluss bis 1940 erheblich gesunken. Ende 1940 arbeiteten noch neun Deutsche bei der Eurasia, davon zwei Flugzeugführer. Insgesamt waren 777 Mitarbeiter beschäftigt. Ab 1938 begann die DLH, ihr fliegendes Personal abzuziehen. Waren 1938 erst 25 % der Flugleistung von chinesischen Flugzeugführern erbracht worden, stieg dieser Anteil bis 1940 auf 83 %.
Die Trennung von den deutschen Mitarbeitern brachte nicht den erhofften Erfolg. Die amerikanische Seite war nicht zur Lieferung von Flugmaterial bereit, da die Eurasia auf der Schwarzen Liste stand. Stattdessen wurde die CNAC unterstützt, an der die PAA beteiligt war. Die CNAC versuchte natürlich in dieser Situation, ihren Vorteil wahrzunehmen und die Eurasia wirtschaftlich zu schädigen. Das gelang ihr ausnehmend gut, da die CATCO als Nachfolgegesellschaft der Eurasia erst 1946 die Leistungen der Vorgängerin im Jahre 1940 erreichte.
Die Geschichte der Eurasia und damit die der Beteiligung der DLH am Luftverkehr in China endete im November 1943. Zu diesem Zeitpunkt war die Eurasia liquidiert und der deutsche Anteil als Feindeigentum konfisziert worden.

## Bekannte Flugzeugführer
- Wulf-Diether Graf zu Castell-Rüdenhausen (1933–1936)
- Fritz Horn (1931–1937)
- Max Springweiler (1931–1941)